# لایمن (نبراسکا)
لایمن(به انگلیسی: Lyman) شهری در ایالت نبراسکا کشور ایالات متحده آمریکا است که جمعیت آن در سرشماری سال ۲۰۱۰ میلادی، ۳۴۱ نفر بوده‌است.